# لوثر د. ميلر
لوثر د. ميلر (بالإنجليزية: Luther D. Miller)‏ هو عسكري أمريكي، ولد في 14 يونيو 1890 في ليتشبورغ في الولايات المتحدة، وتوفي في 27 أبريل 1972 في واشنطن العاصمة في الولايات المتحدة.